# Fernanda Castillo
Maria Fernanda Castillo García (Hermosillo, 24 de março de 1982) é um atriz e cantora mexicana.

## Biografia
Desde a infância mostrou-se interessada no mundo do jazz e ballet e mais tarde se envolveu mais com a atuação. Nos anos 2000, entrou para a CEA (Centro de Educação Artística) da Televisa para estudar artes cênicas. Entre 2003 e 2007, Castillo começou a se destacar nos seus personagens em telenovelas, peças de teatro e filmes. No mesmo ano ela recebeu o título de ''Chica E Entertainment'' e escolhida com o rosto ''El Heraldo'' um dos maiores jornais do México.
Castillo começou no teatro com a peça ''Cabaret'', interpretando a personagem Sally Bowles, papel da qual era pra ser interpretado pela atriz Itatí Cantoral. Em 2006, participou da peça ''Hoy no puedo levantar'', permanecendo por três anos, pelo grupo de Pop Mecano, na qual seu personagem María ficou conhecida nos países México e Espanha. Outras peças entra no currículo de Castillo ''Monologos de la Vagina'' e ''Habitat bajo vidro''. No cinema, Castillo estrelou no filme ''Corazón Machito'', protagonizado por Mauricio Ochmann e Ana Serradilla, protagonizou o filme ''Déficit'', junto com o ator Gael García Bernal no papel de Ana Paula, o que levou a participar do Festival Internacional de Cinema de Cannes no ano de 2007.
Em novelas, Castillo começou no ano 2000 na novela Mi destino eres tú, depois na novela Las vías del amor, depois em 2002, participou da novela Mujer, casos de la vida real, em 2005 participou da novela Rebelde, e em 2006 da novela La fea más bella.
Em 2007, participou da novela Destilando amor, uma versão mexicana da novela colombiana Café, con aroma de mujer, interpretando Daniela Montalvo. Seu papel de destaque foi na novela Teresa, interpretando Luisa de la Barrera, irmã do personagem Arthur de la Barrera interpretado pelo ator Sebastián Rulli.
Em 2012, participou da novela Amor bravío, interpretando Viviana del Valle, atuando ao lado dos atores Cristián de la Fuente e Silvia Navarro. Em 2013, participou de El señor de los cielos interpretando a protagonista Mônica Robles, ficando na série até o final da 5ª temporada.

## Vida Pessoal
Desde 2014 namora e vive com o ator Erik Hayser. Em 19 de dezembro de 2020 em meio à pandemia do Covid-19 nasceu Liam, o primeiro filho do casal.

## Filmografia

### Televisão
- Enemigo íntimo (2018-presente) - Roxana Rodiles Alias "La Perfumada" "El Profesor" / Adelaida Ferrer
- La fan (2017) - La Parka
- El señor de los cielos (2013-2017) - Mónica Robles
- Amor bravío (2012) - Viviana del Valle
- Teresa (2010-2011) - Luisa de la Barrera Azuela
- Verano de amor (2009) - Georgina "Gia"
- Destilando amor (2007-2008) - Daniela Montalvo Santos
- La fea más bella (2006-2007) - Mónica
- Rebelde (2005-2006) - Constanza Torres Aquino
- Clap... el lugar de tus sueños (2005) - Camila Quevedo
- Mujer, casos de la vida real (2002)
- Las vías del amor (2002) - Mónica Loyola
- Mi destino eres tú (2000-2001)

### Cinema
- Déficit (2007)
- Corazón marchito (2007) - Karina

### Teatro
- Habitar bajo vidrio (2011)
- Los Monólogos de la Vagina (2010)
- Hoy no me puedo levantar (2006) - María